# Phthiracarus besuchetianus
Phthiracarus besuchetianus är en kvalsterart som beskrevs av Sandór Mahunka och Luise Mahunka-Papp 2003. Phthiracarus besuchetianus ingår i släktet Phthiracarus och familjen Phthiracaridae. Inga underarter finns listade i Catalogue of Life.